# Mór Korach
Mór (o Maurizio) Korach (Miskolc, 8 febbraio 1888 – Budapest, 27 novembre 1975) è stato un ingegnere chimico ungherese.
Residente in Italia tra il 1912 e il 1952, è stato riconosciuto a livello internazionale per le sue ricerche alchimistiche su ossidi e materiali ceramici.
Nato a Miskolc, in Ungheria, ha studiato all'Università di Tecnologia di Budapest fino al 1911, per poi emigrare in Italia nel 1912 per motivi politici. Dal 1916 al 1932 è stato insegnante nella scuola d'arte del Museo Internazionale della Ceramica di Faenza, diretto anche il laboratorio di ricerca del museo. Dopo il 1925 è stato presidente del dipartimento di chimica tecnica dell'Università di Bologna. Durante la seconda guerra mondiale si unì al Partito Comunista Italiano e prese parte al movimento di resistenza. Chiamato dal governo ungherese, tornò in Ungheria nel 1952. Assistette alla fondazione dell'Istituto centrale di ricerca sui materiali da costruzione di cui fu il primo direttore tra il 1953 e il 1957. Dal 1960 al 1968 ha ricoperto il ruolo di direttore fondatore del Istituto di ricerca di chimica tecnica a Budapest.